# Christopher and His Kind (telefilme de 2011)
Christopher and His Kind es un telefilme de 2011 de BBC. Fue adaptado por Kevin Elyot del libro autobiográfico del mismo nombre de Christopher Isherwood.  Fue producida por Mammoth Screen y dirigida por Geoffrey Sax. Isherwood es interpretado por Matt Smith, mientras que el resto del reparto incluye a Toby Jones, Douglas Booth, Imogen Poots e Iddo Goldberg.

## Reparto
- Matt Smith como Christopher Isherwood.
- Toby Jones como Gerald Hamilton.
- Pip Carter como W. H. Auden
- Douglas Booth como Heinz Neddermayer.
- Imogen Poots como Jean Ross.
- Tom Wlaschiha como Gerhardt Neddermayer.
- Alexander Doetsch como Caspar.
- Issy Van Randwyck como Fräulein Thurau.
- Iddo Goldberg como Wilfrid Landauer.
- Lindsay Duncan como Kathleen Isherwood.
- Perry Millward como Richard Isherwood.

## Lanzamiento
- 20 de febrero de 2011: Alemania y Francia (Arte).
- 19 de marzo de 2011: Reino Unido (BBC Two y BBC HD).[1]
- 21 de marzo de 2011 (región 2 DVD).